# Hirviniemi
Hirviniemi är en halvö i sydöstra delen av sjön Nilakka i Norra Savolax, Finland. Hirviniemi har mycket skog som närmare uddens spets allt mer övergår i sanddyner. Det finns en också en fyr strax nordväst om Hirviniemi.